# Psychotria cornigera
Psychotria cornigera là một loài thực vật có hoa trong họ Thiến thảo. Loài này được Benth. miêu tả khoa học đầu tiên năm 1841.